# Terry Goodkind
Terry Goodkind (ur. 11 stycznia 1948 w Omaha, zm. 17 września 2020) – amerykański pisarz fantasy. Autor cyklu high fantasy Miecz prawdy, który, według danych z 2008 roku, został sprzedany w około 25 milionach egzemplarzy.

## Życiorys
Goodkind urodził się w największym mieście stanu Nebraska, Omaha. W młodości uczęszczał do szkoły plastycznej. W 1983 przeprowadził się do domu w lesie. Wysoko cenił sobie swoją prywatność, dlatego nie wiadomo było dokładnie gdzie mieszka, poza ogólną informacją, że w zachodniej części Stanów Zjednoczonych. Zadebiutował w 1994 roku książką „Pierwsze prawo magii”. Jako debiutujący pisarz zainkasował za swoją książkę rekordową sumę 275 000$.

## Twórczość
Seria Miecz prawdy opowiada dzieje Richarda Cyphera znanego również, jako Richard Rahl; Kahlan Amnell oraz czarodzieja Zeddicusa Z'ul Zorandera.
Richard wiedzie spokojne, proste życie leśnego przewodnika, do czasu, gdy jego ojciec George Cypher zostaje zamordowany w brutalny sposób. Od tego momentu jego świat zostaje wywrócony do góry nogami, a to tylko przedsmak tego co ma się wydarzyć. W miesiąc później podczas jednej ze swych wędrówek po lasach pomaga pewnej nieznajomej dziewczynie ściganej przez czterech mężczyzn.

### CyklMiecz prawdy

#### Powieści
- 1994 Pierwsze prawo magii (Wizard's First Rule) – w 1998 r. w Polsce
- 1995 Kamień Łez (Stone of Tears) – w 2000 r. w Polsce
- 1996 Bractwo czystej krwi (Blood of the Fold) – w 2000 r. w Polsce
- 1997 Świątynia wichrów (Temple of the Winds) – w 2000 r. w Polsce
- 1998 Dusza ognia (Soul of the Fire) – w 2000 r. w Polsce
- 2000 Nadzieja pokonanych (Faith of the Fallen) – w 2001 r. w Polsce
- 2001 Filary świata (The Pillars of Creation) – w 2002 r. w Polsce
- 2003 Bezbronne imperium (Naked Empire) – w 2004 r. w Polsce
- 2005 Pożoga (Chainfire Trilogy, Part 1: Chainfire) – w 2005 r. w Polsce
- 2006 Fantom (Chainfire Trilogy, Part 2: Phantom) – w 2007 r. w Polsce
- 2007 Spowiedniczka (Chainfire Trilogy, Part 3: Confessor) – w 2008 r. w Polsce
- 2011 Wróżebna Machina (The Omen Machine ) – w 2012 r. w Polsce
- 2013 Trzecie Królestwo (The Third Kingdom) – kontynuacja „Wróżebnej Machiny”, w Polsce wydana 14 stycznia 2014 r.
- 2014 Skradzione dusze (Severed Souls) – kontynuacja „Trzeciego Królestwa”, w Polsce wydana 2 lutego 2015 r.
- 2015 Serce wojny (Warheart) – kontynuacja „Skradzionych dusz”, w Polsce wydana 19 stycznia 2016 r.

Spin-off:
- 2012 Pierwsza Spowiedniczka – Legenda o Magdzie Searus (The First Confessor – The Legend of Magda Searus), w Polsce wydana 15 stycznia 2013 r.

#### Opowiadania
- 1999 Dług Wdzięczności (Debt of Bones) – wydany w zbiorze opowiadań pod redakcją Roberta Silverberga pod tytułem Legendy (Legends); w Polsce wydane w 1999 roku

### CyklKroniki Nicci(w świecieMiecza prawdy)
- 2017 Pani śmierci (Death's Mistress), tom I – w Polsce wydana 14 sierpnia 2017 r. przez wydawnictwo Rebis.
- 2018 Całun nieśmiertelności(Shroud of Ethernity), tom II – w Polsce wydana 18 września 2018 r. przez wydawnictwo Rebis.
- 2018 Wojenna nawałnica (Siege of Stone), tom III – w Polsce wydana 14 stycznia 2020 r. przez wydawnictwo Rebis.
- 2020 Serce z czarnego lodu (Heart of Black Ice), tom IV - w Polsce wydana 18 sierpnia 2020 r. przez wydawnictwo Rebis.

### CyklThe Children of D'Hara(kontynuacjaMiecza prawdy)[3]
- 2019 The Scribbly Man
- 2019 Hateful Things
- 2019 Wasteland
- 2020 Witch's Oath
- 2020 Into Darkness

### Powieści nie powiązane bezpośrednio z seriąMiecz prawdy
- 2009 Reguła dziewiątek (The Law of Nines) – w 2010 r. w Polsce
- 2016 Gniazdo (Nest) – w Polsce wydana 17 kwietnia 2018 r. – thriller, główną bohaterką jest Kate Bishop, żyjąca i pracująca w Chicago. W toku toczącego się śledztwa w sprawie brutalnego morderstwa odkrywa w sobie umiejętność identyfikacji mordercy tylko patrząc takiej osobie w oczy... (fragment z angielskiej wersji opisu książki)[4]
- 2018 Trouble's Child
- 2018 Girl in the Moon
- 2018 Crazy Wanda
- 2019 The Sky People

W roku 2009 ukazała się pierwsza z trzech zakontraktowanych powieści Terry’ego Goodkinda pt. Reguła dziewiątek, która w sposób pośredni nawiązuje do serii Miecz prawdy, lecz dzieje się w świecie współczesnym w przeciwieństwie do quasi-historycznego osadzenia akcji Miecza Prawdy. Głównymi bohaterami nowej serii są Alexander Rahl i Jax.
Alexander ma dwadzieścia siedem lat i jest artystą przedstawiającym w swoich dziełach piękno. Jego spokojne życie zmienia się, gdy ratuje kobietę, która wydaje się być nie z tego świata...

## Ekranizacja
Prawo do ekranizacji serii Miecz prawdy zakupił Sam Raimi. Raimi początkowo planował produkcję pięcioczęściowego miniserialu jednak po rozmowach z autorem książki zdecydował o produkcji pełnego sezonu serialu. Serial zadebiutował w USA 1 listopada 2008 roku pod tytułem Legend of the Seeker. Pierwszy sezon liczył 22 odcinki. Drugi sezon miał swoją premierę 8 listopada 2009 i zakończył się 22 odcinkami 23 maja 2010.